# Spiritbox
Spiritbox es una banda canadiense de Metalcore originaria de Victoria, British Columbia. Formada por el dúo de marido y mujer, el guitarrista Mike Stringer y la cantante Courtney LaPlante, los cuáles crearon Spiritbox en 2017. La banda está actualmente compuesta por LaPlante, Stringer, el bajista Josh Gilbert y el baterista Zev Rosenberg. El estilo de la banda es difícil de encasillar en un género de metal específico, y muestra una mezcla de estilos que se basan en una variedad de influencias e incorporan elementos electrónicos.
La insatisfacción artística hizo que LaPlante y Stringer dejaran su antigua banda, Iwrestledabearonce, y crearan Spiritbox, buscando libertad artística. Ambos lanzaron su debut, Spiritbox en año 2017, seguido por un segundo EP, Singles Collection en 2019, con la formación de la banda completada. Spiritbox desarrolló un enfoque para tener una base de fanes centrado en Internet e introdujeron su música a través de vídeos musicales. La banda siguió ganando popularidad con varios sencillos que llegaron al Billboard charts antes de lanzar su álbum debut Eternal Blue en el 2021, el cual entró al Billboard 200 de EE. UU. en la decimotercera posición. Su música se publica actualmente a través de su propio sello, Pale Chord, a través de una asociación con Rise Records. Sacaron su tercer EP, Rotoscope, en 2022, y un cuarto EP, The Fear of Fear, en 2023. El segundo álbum de estudio de la banda, Tsunami Sea, será lanzado el 7 de marzo de 2025.

## Estilo musical e influencias
Spiritbox emplea varios estilos musicales basados en el heavy metal. Escribiendo para Metal Injection, Max Morin comentó que intentar encasillar a la banda en cualquier estilo musical en particular es "inútil". Los críticos han descrito su estilo como metalcore, post-metal, djent, metal progresivo, y metal alternativo. También han sido etiquetados como "post-metalcore". Bobby Olivier de Billboard escribió que la banda mostraba aspectos que iban desde atmosféricos hasta industriales. Según LaPlante, la música de la banda se construyó a partir de una base de metal progresivo antes de condensarse para la versión final de las canciones. Eli Enis de Revolver describió el estilo musical de la banda como un arreglo de "alt-metal con voces elegantes y atronadores ritmos djent". La propia LaPlante ha definido el género musical de Spiritbox como metalcore; sin embargo, también dijo que "mi objetivo principal con esta banda es la fluidez".
La banda integra elementos electrónicos como samples y percusiones programadas dentro de su sonido como características distintivas, como parte de un género musical que evoluciona a través del uso artístico de las nuevas tecnologías. Guitar World escribió que Spiritbox "dominó con éxito el arte del metal infundido digitalmente" mientras "mantenía un sello sonoro que es completamente propio". El sintetizador digital apareció como un aspecto sonoro particular de la banda. Spiritbox combinó estilos electrónicos después de inspirarse en la escena de la música pop de la década de 1980, Nine Inch Nails y las primeras bandas post-punk como The Cure. La banda ha reconocido que el impacto de las bandas de pop y rock oscuro de la década de 1980, encarnado en composiciones musicales despejadas a través del minimalismo de sintetizadores en estructuras de canciones "aireadas", inspiró el estilo de Spiritbox y sirvió como la columna vertebral de su trabajo.
Spiritbox ha acreditado a Alexisonfire y Protest the Hero como influencias musicales tempranas. La banda se refirió a Depeche Mode y Tears for Fears como influencias particularmente significativas. El estilo de tocar la guitarra de Stringer incluye la "técnica de raspado al estilo Gojira". LaPlante ha citado a Tesseract, Deftones, Kate Bush, y Tool como influencias; y mencionó que Meshuggah era su "portaestandarte" en el heavy metal. También ha expresado su admiración por Gojira, Björk, Beyoncé, y FKA Twigs.
La primera experiencia de LaPlante con la voz gutural vino al escuchar Cannibal Corpse a los cinco años, lo que se convirtió en un marcado interés por las voces ásperas durante su adolescencia temprana mientras escuchaba nu metal. A la edad de dieciocho años, LaPlante puso su voz gritada por primera vez en un desglose de una canción escrita por su hermano. Ella dijo que es necesario traspasar los límites del género metalcore aportando modernidad y diversidad de estilos vocales para seguir siendo relevantes. Su fraseo vocal basado en su expresión musical, principalmente enraizada en el R&B contemporáneo, se convertiría en un rasgo distintivo; ha citado a Doja Cat, H.E.R., SZA y The Weeknd como influencias. El canto de LaPlante ha recibido elogios de los críticos musicales. Morin la llamó "una de las mejores vocalistas de la escena del metal moderno". Sam Coare de Kerrang! destaca su interpretación vocal diciendo que "pocos líderes manejan la transición de limpios a gritos con la habilidad, profundidad y ferocidad de Courtney LaPlante".

## Miembros

Spiritbox en concierto en Wacken Open Air (2024)
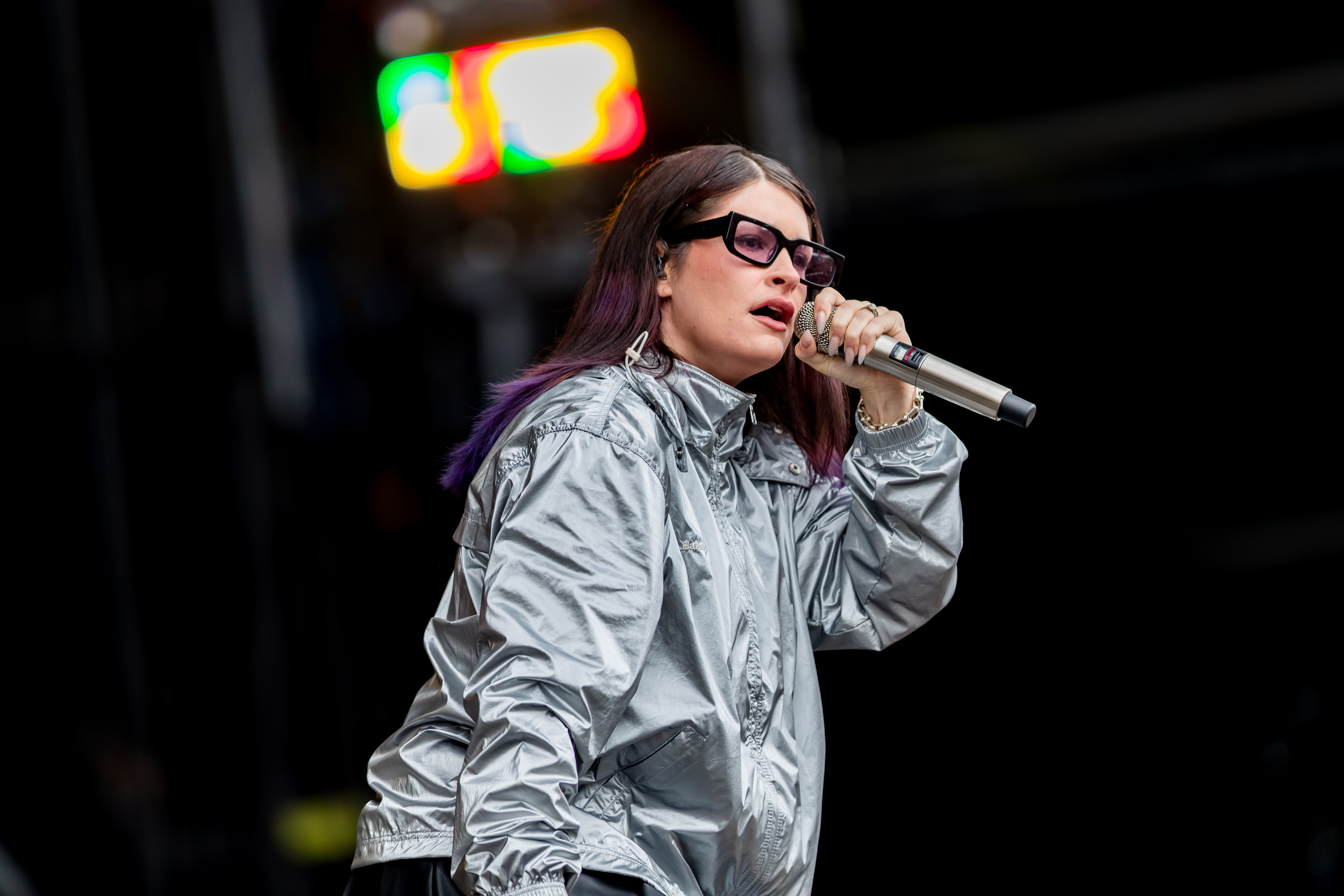
Courtney LaPlante
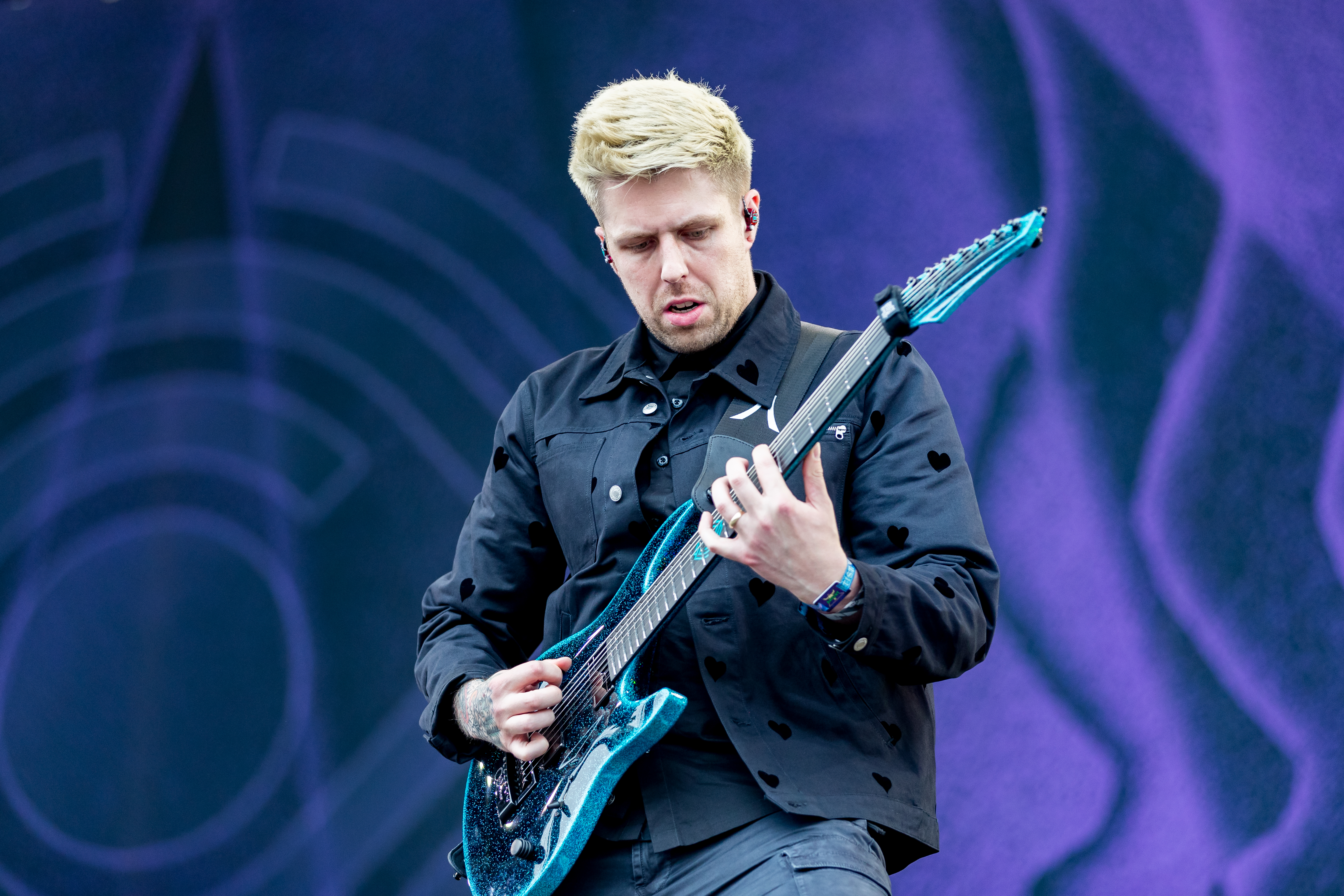
Mike Stringer
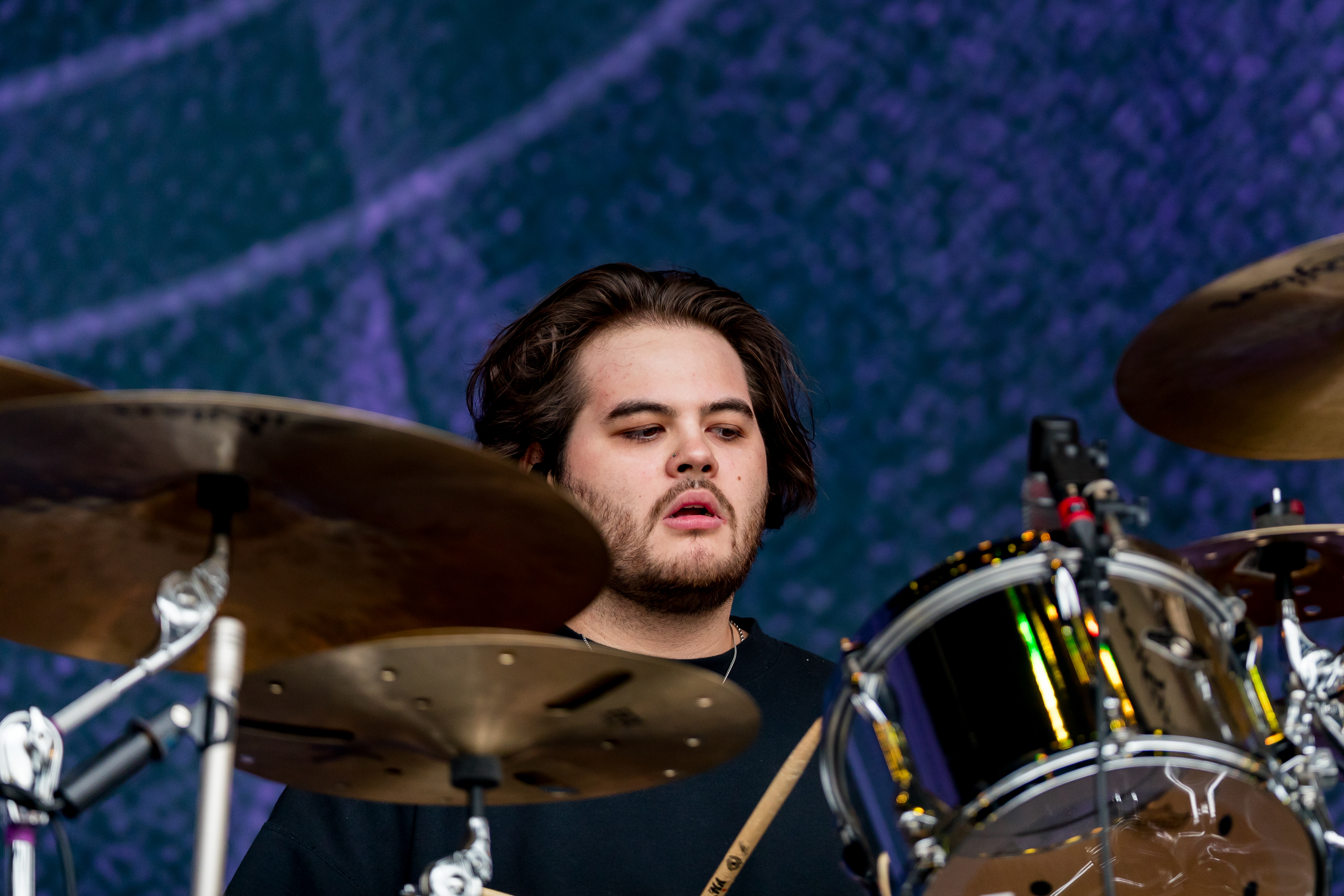
Zev Rosenberg
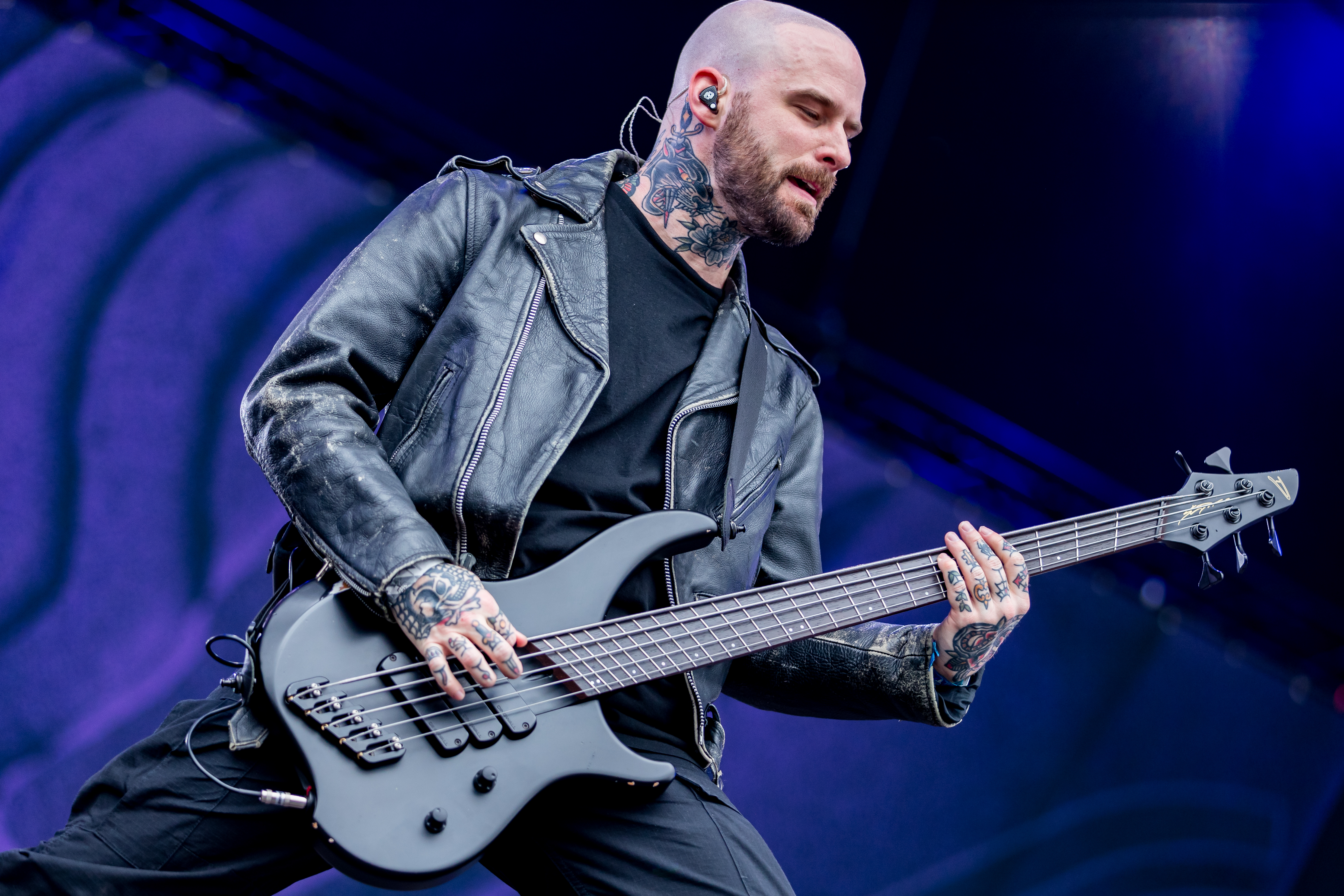
Josh Gilbert

Miembros actuales
- Courtney LaPlante — vocales (2016-presente)
- Mike Stringer — guitarra (2016-presente); batería (2016–2018); bajo (2016–2018, 2022–2023)
- Zev Rosenberg — batería (2020-presente)
- Josh Gilbert — bajo (2023-presente, touring 2022-2023)

Miembros anteriores
- Mikey Montgomery — batería (2017)
- Ryan Loerke — batería (2018-2020)
- Bill Crook — bajo (2018-2022, fallecido en 2024)

Linea del tiempo

## Discografía

### Álbumes
- Eternal Blue (2021)
- Tsunami Sea (2025)

### EPs
- Spiritbox (2017)
- Singles Collection (2019)
- Rotoscope (2022)
- The Fear of Fear (2023)

### Sencillos
- Perennial (2018)
- Electric Cross (2018)
- Trust Fall (2018)
- Belcarra (2019)
- Bleach Bath (2019)
- Rule of Nines (2019)
- Blessed Be (2020)
- Holy Roller (2020)
- Constance (2020)
- Circle with Me (2021)
- Secret Garden (2021)
- Hurt You (2021)
- Rotoscope (2022)
- The Void (2023)
- Jaded (2023)
- Cellar Door (2023)
- Ultraviolet (2023)
- Soft Spine (2024)
- Perfect Soul (2024)
- No Loss, No Love (2025)

### Colaboraciones
- Shivering (Illenium feat. Spiritbox) (2022)[5]
- Cobra (remix; Megan Thee Stallion feat. Spiritbox)[6]

### Vídeos musicales
| Año  | Canción                            | Director                  |
| ---- | ---------------------------------- | ------------------------- |
| 2018 | Perennial                          | Dylan Hryciuk             |
| 2018 | Electric Cross                     | —                         |
| 2019 | Belcarra                           | —                         |
| 2019 | Bleach Bath                        | Dylan Hryciuk             |
| 2019 | Rule of Nines                      | —                         |
| 2020 | Blessed Be                         | Dylan Hryciuk             |
| 2020 | Holly Roller                       | —                         |
| 2020 | Holly Roller (feat. Ryo Kinoshita) | Deadeyesart               |
| 2020 | Constance                          | Dylan Hryciuk             |
| 2021 | Circle with Me                     | Orie McGinness            |
| 2021 | Secret Garden                      | Jensen Noen               |
| 2021 | Hurt You                           | Dylan Hryciuk             |
| 2022 | Rotoscope                          | Max Moore                 |
| 2023 | Jaded                              | Caleb Mallery             |
| 2023 | Cellar Door                        | Orie McGinness            |
| 2023 | Ultraviolet                        | Dylan Hryciuk             |
| 2023 | Angel Eyes                         | Orie McGinness            |
| 2023 | Too Close / Too Late               | Orie McGinness            |
| 2024 | Soft Spine                         | Orie McGinness            |
| 2024 | Perfect Soul                       | Dylan Hryciuk             |
| 2025 | No Loss, No Love                   | Max Moore & Mike Stringer |

## Premios y nominaciones

### Premios Grammy
| Año  | Nominación  | Premio                                           | Resultado  | Ref.   |
| ---- | ----------- | ------------------------------------------------ | ---------- | ------ |
| 2024 | Jaded       | Premio Grammy a la Mejor Interpretación de Metal | Nominación | [ 21 ] |
| 2025 | Cellar Door | Premio Grammy a la Mejor Interpretación de Metal | Nominación | [ 22 ] |

### Premios Heavy Music
Los premios Heavy Music son una ceremonia de premios anual con la colaboración de Amazon Music y Ticketmaster.
| Año  | Nominado  | Premio                               | Resultado | Ref.   |
| ---- | --------- | ------------------------------------ | --------- | ------ |
| 2021 | Spiritbox | Mejor banda revelación internacional | Ganado    | [ 24 ] |
| 2024 | Spiritbox | Mejor artista internacional          | Ganado    | [ 25 ] |

### Premios Juno
| Año  | Nominado / trabajo | Premio                   | Resultado  | Ref.          |
| ---- | ------------------ | ------------------------ | ---------- | ------------- |
| 2022 | Spiritbox          | Grupo Revelación del Año | Nominación | [ 26 ] [ 27 ] |
| 2022 | Eternal Blue       | Disco Metal/Hard del Año | Nominación | [ 26 ] [ 27 ] |

### Premios del Cine Independiente de Saskatchewan
Los Premios del Cine Independiente de Saskatchewan son una ceremonia presentada anualmente por la Cooperativa Filmpool de Saskatchewan, en honor a los logros del cine independiente de la provincia.
| Año  | Nominado / trabajo | Premio              | Resultado  | Ref.   |
| ---- | ------------------ | ------------------- | ---------- | ------ |
| 2021 | "Constance"        | Mejor Vídeo Musical | Nominación | [ 29 ] |

### Saskatchewan Music Awards
Los Saskatchewan Music Awards son una ceremonia anual de premios establecida en 2018 que honra los logros de la industria musical de la provincia.
| Año  | Nominado / trabajo | Premio                | Resultado | Ref.   |
| ---- | ------------------ | --------------------- | --------- | ------ |
| 2020 | "Blessed Be"       | Vídeo Musical del Año | Ganado    | [ 31 ] |